# 运动单胞菌属
运动单胞菌属（学名：Motilimonas）是交替单胞菌目下的一个地位未定属。此属的物种是革兰氏阴性、兼性厌氧、运动性、不形成孢子的杆状细菌。此属的模式种是象牙白运动单胞菌（Motilimonas eburnea）。

## 下属物种
本属包括以下物种：
- 柴郡运动单胞菌 Motilimonas cestriensis Kelbrick et al. 2021
- 象牙白运动单胞菌 Motilimonas eburnea Ling et al. 2017，也称象牙色运动单胞菌
- 小运动单胞菌 Motilimonas pumila Wang et al. 2019，也称短小运动单胞菌